# Yokohama Makoto
Makoto Yokohama (sinh ngày 22 tháng 9 năm 1976) là một cầu thủ bóng đá người Nhật Bản.

## Sự nghiệp câu lạc bộ
Makoto Yokohama đã từng chơi cho Mito HollyHock.